# Zapasy na Letnich Igrzyskach Olimpijskich 1988 – kategoria do 90 kg w stylu wolnym
Zmagania mężczyzn do 90 kg to jedna z dziesięciu męskich konkurencji w zapasach w stylu wolnym rozgrywanych podczas Letnich Igrzysk Olimpijskich 1988. Pojedynki w tej kategorii wagowej odbyły się w dniach 27 – 29 września.

## Klasyfikacja[1]
| Pozycja | Nazwisko              | Kraj              |
| ------- | --------------------- | ----------------- |
| 1       | Macharbiek Chadarcew  | ZSRR              |
| 2       | Akira Ōta             | Japonia           |
| 3       | Kim Tae-u             | Korea Południowa  |
| 4       | Gábor Tóth            | Węgry             |
| 5       | Jim Scherr            | Stany Zjednoczone |
| 6       | Rumen Ałabakow        | Bułgaria          |
| 7       | Iraklis Deskulidis    | Grecja            |
| 8       | Dzewegijn Düwczin     | Mongolia          |
| 9       | Abdul Majeed Maruwala | Pakistan          |
| 9       | Graeme English        | Wielka Brytania   |
| 9       | Edwin Lins            | Austria           |
| 12      | Hubert Bindels        | Belgia            |
| 13      | Bodo Lukowski         | RFN               |
| 13      | Ahmad Al-Shamy        | Syria             |
| 13      | Mehmet Türkkaya       | Turcja            |
| 16      | Subhash Verma         | Indie             |
| 17      | Taj Mohammad Khairi   | Afganistan        |
| 17      | Mohammad Reza Tupczi  | Iran              |
| 19      | Roberto Neves Filho   | Brazylia          |
| 19      | Doug Cox              | Kanada            |
| 19      | Christian Iloanusi    | Nigeria           |
| 22      | Jerzy Nieć            | Polska            |
| 23      | Jean-Baptiste Youmbi  | Kamerun           |
| 23      | Bakary Sanneh         | Gambia            |
| 23      | Reuben Tucker         | Guam              |
| 23      | Wally Koenig          | Australia         |
| 23      | Samba Adama           | Mauretania        |
| 23      | Tapha Guèye           | Senegal           |

## Zasady
Uczestnicy zostali podzieleni na dwie grupy. Zawodnik który przegrał dwie walki odpadł z dalszej rywalizacji.
- TF — Łopatki
- ST — Przewaga (15 punktów różnicy, przewaga techniczna)
- PP — Na punkty (Pokonany zdobył punkty)
- PO — Na punkty (Pokonany bez punktów)
- P1 — Pasywność (Przy prowadzeniu różnicą 1-11 punktów)
- PS — Pasywność (Przy prowadzeniu różnicą 12-14 punktów)
- DQ — Dyskwalifikacja/Walkower

## Wyniki

### Rundy eliminacyjne

#### Grupa A
| Liczba porażek | Zawodnik              | Wynik   | Czas/Punkty | Zawodnik              | Liczba porażek |         |
| Runda 1        | Runda 1               | Runda 1 | Runda 1     | Runda 1               | Runda 1        | Runda 1 |
| -------------- | --------------------- | ------- | ----------- | --------------------- | -------------- | ------- |
| 0              | Akira Ōta             | 3-1 PP  | 12-6        | Christian Iloanusi    | 1              |         |
| 1              | Wally Koenig          | 0-4 TF  | 2:03        | Abdul Majeed Maruwala | 0              |         |
| 1              | Subhash Verma         | 1-3 PP  | 4-11        | Gábor Tóth            | 0              |         |
| 1              | Doug Cox              | 1-3 PP  | 7-10        | Jim Scherr            | 0              |         |
| 0              | Graeme English        | 4-0 TF  | 2:13        | Tapha Guèye           | 1              |         |
| 1              | Samba Adama           | 0-4 TF  | 2:45        | Iraklis Deskulidis    | 0              |         |
| 1              | Taj Mohammad Khairi   | 1-3 PP  | 4-14        | Mehmet Türkkaya       | 0              |         |
| Runda 2        |                       |         |             |                       |                |         |
| 0              | Akira Ōta             | 4-0 TF  | 1:12        | Wally Koenig          | 2              |         |
| 2              | Christian Iloanusi    | 0-3 P1  | 3:26        | Abdul Majeed Maruwala | 0              |         |
| 1              | Subhash Verma         | 4-0 ST  | 15-0        | Doug Cox              | 2              |         |
| 1              | Gábor Tóth            | 1-3 PP  | 1-3         | Jim Scherr            | 0              |         |
| 0              | Graeme English        | 4-0 TF  | 1:24        | Samba Adama           | 2              |         |
| 2              | Tapha Guèye           | 0-4 TF  | 1:30        | Taj Mohammad Khairi   | 1              |         |
| 1              | Iraklis Deskulidis    | 0-0 DQ  | 5:09        | Mehmet Türkkaya       | 1              |         |
| Runda 3        |                       |         |             |                       |                |         |
| 0              | Akira Ōta             | 4-0 TF  | 1:52        | Abdul Majeed Maruwala | 1              |         |
| 2              | Subhash Verma         | 1-3 PP  | 3-6         | Jim Scherr            | 0              |         |
| 1              | Gábor Tóth            | 3-0 PO  | 10-0        | Graeme English        | 1              |         |
| 1              | Iraklis Deskulidis    | 4-0 TF  | 1:52        | Taj Mohammad Khairi   | 2              |         |
| 1              | Mehmet Türkkaya       |         |             | Bez walki             |                |         |
| Runda 4        |                       |         |             |                       |                |         |
| 2              | Mehmet Türkkaya       | 0-4 TF  | 5:51        | Akira Ōta             | 0              |         |
| 2              | Abdul Majeed Maruwala | 1-3 PP  | 2-6         | Gábor Tóth            | 1              |         |
| 0              | Jim Scherr            | 4-0 ST  | 15-0        | Graeme English        | 2              |         |
| 1              | Iraklis Deskulidis    |         |             | Bez walki             |                |         |
| Runda 5        |                       |         |             |                       |                |         |
| 2              | Iraklis Deskulidis    | 0-3 PO  | 0-4         | Gábor Tóth            | 1              |         |
| 0              | Akira Ōta             | 4-0 TF  | 5:06        | Jim Scherr            | 1              |         |
| Runda 6        |                       |         |             |                       |                |         |
| 1              | Akira Ōta             | 1-3 PP  | 4-5         | Gábor Tóth            | 1              |         |
| 1              | Jim Scherr            |         |             | Bez walki             |                |         |

#### Klasyfikacja
| Zawodnik              | Przegrane | Runda | Punkty |
| --------------------- | --------- | ----- | ------ |
| Akira Ōta             | 1         | -     | 20     |
| Gábor Tóth            | 1         | -     | 16     |
| Jim Scherr            | 1         | -     | 13     |
| Iraklis Deskulidis    | 2         | 5     | 8      |
| Abdul Majeed Maruwala | 2         | 4     | 8      |
| Graeme English        | 2         | 4     | 8      |
| Mehmet Türkkaya       | 2         | 4     | 3      |
| Subhash Verma         | 2         | 3     | 6      |
| Taj Mohammad Khairi   | 2         | 3     | 5      |
| Doug Cox              | 2         | 2     | 1      |
| Christian Iloanusi    | 2         | 2     | 1      |
| Wally Koenig          | 2         | 2     | 0      |
| Samba Adama           | 2         | 2     | 0      |
| Tapha Guèye           | 2         | 2     | 0      |

#### Grupa B
| Liczba porażek | Zawodnik             | Wynik    | Czas/Punkty | Zawodnik             | Liczba porażek |         |
| Runda 1        | Runda 1              | Runda 1  | Runda 1     | Runda 1              | Runda 1        | Runda 1 |
| -------------- | -------------------- | -------- | ----------- | -------------------- | -------------- | ------- |
| 0              | Dzewegijn Düwczin    | 4-0 TF   | 1:20        | Reuben Tucker        | 1              |         |
| 1              | Roberto Neves Filho  | 1-3 PP   | 6-10        | Hubert Bindels       | 0              |         |
| 0              | Rumen Ałabakow       | 3-1 PP   | 9-3         | Jerzy Nieć           | 1              |         |
| 0              | Mohammad Reza Tupczi | 3-1 PP   | 3-2         | Bodo Lukowski        | 1              |         |
| 1              | Jean-Baptiste Youmbi | 0-4 ST   | 0-15        | Macharbiek Chadarcew | 0              |         |
| 0              | Kim Tae-u            | 3-1 PP   | 8-2         | Ahmad Al-Shamy       | 1              |         |
| 0              | Edwin Lins           | 4-0 TF   | 1:35        | Bakary Sanneh        | 1              |         |
| Runda 2        |                      |          |             |                      |                |         |
| 0              | Dzewegijn Düwczin    | 3-1 PP   | 9-2         | Roberto Neves Filho  | 2              |         |
| 2              | Reuben Tucker        | 0-4 TF   | 0:36        | Hubert Bindels       | 0              |         |
| 0              | Rumen Ałabakow       | 3-1 PP   | 3-2         | Mohammad Reza Tupczi | 1              |         |
| 2              | Jerzy Nieć           | 0-3 P1   | 5:08        | Bodo Lukowski        | 1              |         |
| 2              | Jean-Baptiste Youmbi | 0-3.5 PS | 4:41        | Kim Tae-u            | 0              |         |
| 0              | Macharbiek Chadarcew | 3-1 PP   | 10-1        | Edwin Lins           | 1              |         |
| 1              | Ahmad Al-Shamy       | 4-0 TF   | 1:55        | Bakary Sanneh        | 2              |         |
| Runda 3        |                      |          |             |                      |                |         |
| 0              | Dzewegijn Düwczin    | 3-1 PP   | 3-1         | Hubert Bindels       | 1              |         |
| 0              | Rumen Ałabakow       | 3-1 PP   | 3-2         | Bodo Lukowski        | 2              |         |
| 2              | Mohammad Reza Tupczi | 0-3 P1   | 3:27        | Kim Tae-u            | 0              |         |
| 0              | Macharbiek Chadarcew | 4-0 TF   | 2:47        | Ahmad Al-Shamy       | 2              |         |
| 1              | Edwin Lins           |          |             | Bez walki            |                |         |
| Runda 4        |                      |          |             |                      |                |         |
| 1              | Edwin Lins           | 3-1 PP   | 6-5         | Dzewegijn Düwczin    | 1              |         |
| 2              | Hubert Bindels       | 0-3 PO   | 0-9         | Rumen Ałabakow       | 0              |         |
| 0              | Macharbiek Chadarcew | 4-0 TF   | 3:54        | Kim Tae-u            | 1              |         |
| Runda 5        |                      |          |             |                      |                |         |
| 2              | Edwin Lins           | 0-4 TF   | 1:41        | Rumen Ałabakow       | 0              |         |
| 2              | Dzewegijn Düwczin    | 0-4 TF   | 1:46        | Macharbiek Chadarcew | 0              |         |
| 1              | Kim Tae-u            |          |             | Bez walki            |                |         |
| Runda 6        |                      |          |             |                      |                |         |
| 1              | Kim Tae-u            | 3-1 PP   | 5-3         | Rumen Ałabakow       | 1              |         |
| 0              | Macharbiek Chadarcew |          |             | Bez walki            |                |         |
| Runda 7        |                      |          |             |                      |                |         |
| 0              | Macharbiek Chadarcew | 4-0 TF   | 5:27        | Rumen Ałabakow       | 2              |         |
| 1              | Kim Tae-u            |          |             | Bez walki            |                |         |

#### Klasyfikacja
| Zawodnik             | Przegrane | Runda | Punkty |
| -------------------- | --------- | ----- | ------ |
| Macharbiek Chadarcew | 0         | -     | 23     |
| Kim Tae-u            | 1         | -     | 12.5   |
| Rumen Ałabakow       | 2         | 7     | 17     |
| Dzewegijn Düwczin    | 2         | 5     | 11     |
| Edwin Lins           | 2         | 5     | 8      |
| Hubert Bindels       | 2         | 4     | 8      |
| Bodo Lukowski        | 2         | 3     | 5      |
| Ahmad Al-Shamy       | 2         | 3     | 5      |
| Mohammad Reza Tupczi | 2         | 3     | 4      |
| Roberto Neves Filho  | 2         | 2     | 2      |
| Jerzy Nieć           | 2         | 2     | 1      |
| Jean-Baptiste Youmbi | 2         | 2     | 0      |
| Bakary Sanneh        | 2         | 2     | 0      |
| Reuben Tucker        | 2         | 2     | 0      |

### Runda finałowa[15]
| Zawodnik                  | Wynik                 | Czas/Punkty           | Zawodnik              |                       |
| Pojedynek o 7 miejsce     | Pojedynek o 7 miejsce | Pojedynek o 7 miejsce | Pojedynek o 7 miejsce | Pojedynek o 7 miejsce |
| ------------------------- | --------------------- | --------------------- | --------------------- | --------------------- |
| Iraklis Deskulidis        | 3-1 PP                | 4-2                   | Dzewegijn Düwczin     |                       |
| Pojedynek o 5 miejsce     |                       |                       |                       |                       |
| Jim Scherr                | 3-1 PP                | 3-1                   | Rumen Ałabakow        |                       |
| Pojedynek o brązowy medal |                       |                       |                       |                       |
| Gábor Tóth                | 0-3 PO                | 0-1                   | Kim Tae-u             |                       |
| Finał                     |                       |                       |                       |                       |
| Akira Ōta                 | 0-4 ST                | 0-16                  | Macharbiek Chadarcew  |                       |